# Euripus sumatrensis
Euripus sumatrensis är en fjärilsart som beskrevs av Hans Fruhstorfer 1914. Euripus sumatrensis ingår i släktet Euripus och familjen praktfjärilar. Inga underarter finns listade i Catalogue of Life.